# Trachelas anomalus
Trachelas anomalus là một loài nhện trong họ Trachelidae.
Loài này thuộc chi Trachelas. Trachelas anomalus được Władysław Taczanowski miêu tả năm 1874.